# Sekotong Barat
Sekotong Barat is een bestuurslaag in het regentschap West-Lombok van de provincie West-Nusa Tenggara, Indonesië. Sekotong Barat telt 8631 inwoners (volkstelling 2010).